# Црква Светог Ђорђа у Руднику
Црква Светог Ђорђа се налазила у Руднику, насељеном месту на територији општине Србица, на Косову и Метохији. Припадала је Епархији рашко-призренске Српске православне цркве.
Црква посвећена Светом Ђорђу је подигнута у 14. веку, а обновљена је у 16. веку у доба патријарха Макарија Соколовића из ког времена потичу остаци фресака. Црква је била окружена старим хришћанским гробљем, где је сачувано неколико камених крстова. На једном је био сачуван занимљиво стилизован људски лик налик на крст, са проширењем на горњем краку у виду главе и бочним крацима са продужењима окренутим надоле, уместо руку.
Источно од цркве је било више стотина година старо дрво шам-дуда који је засадио Свети Сава доневши садницу са Сиона.

## Основ за упис у регистар споменика културе
Решење Завода за заштиту и научно проучавање споменика културе АКМО у Приштини, бр. 248 од 16. априла 1958. године Закон о заштити споменика културе и природних реткости (Сл. гласник НРС бр. 54/48).

## Разарање цркве 1999. године
Средином августа 1999. године црква је демолирана и са унутрашље стране паљена. Потом је експлозивом срушен камени свод крова и југоисточни део олтара, а звоник спаљен након доласка француских снага КФОР-а.